# ポルトガル軍
ポルトガル軍（ポルトガルぐん、ポルトガル語：Forças Amadas de Portugal）は、ポルトガルの軍事組織である。
2007年時点で現役兵総員43,960人、予備役210,930人。
形式上はポルトガル大統領が最高指揮官とされるが、実際には内閣を構成する国防大臣を通じて文民統制を受けている。国防省傘下の陸海空の三軍の他に、準軍事組織として共和国国家警備隊がある。
ポルトガル軍は本土と海外領土の防衛と国際平和維持活動の支援に従事している。これ以外にも北大西洋条約機構の一員としての任務も行っており、最近の活動にはギニア・ビサウ（1998年）、東チモール（1999年）、アフガニスタン（2005年）での作戦や、バルカン半島およびレバノンでの活動がある。
かつて徴兵制を採用しており、成人男子は兵役に服務するとされたが2004年に廃止され志願兵制となっている。

## 組織構成
国軍は大統領を最高司令官とし、国防最高評議会（pt:Conselho Superior de Defesa Nacional）が最高意思決定機関として設けられ、諮問機関に軍事委員会（Conselho Superior Militar）があり、国防省（pt:Ministério da Defesa Nacional）傘下の国軍総参謀本部（pt:Estado-Maior General das Forças Armadas）の下で国軍の実際の調整運用がなされる。

### 陸軍
陸軍は3個旅団と2つの常設軍管区に区分し、旅団を基本戦略単位部隊とし、その他の部隊・機関から成る。組織は部隊能力管理者（フォース・プロバイダー）と部隊能力運用者（フォース・ユーザー）の2系統に分れている。

### 海軍
海軍は1隻の潜水艦と7隻のフリゲートを主力に38隻の艦艇を有し、国内を5つの海軍管区に区分しリスボンに主要基地を設け、アゾレス諸島やマデイラ諸島など遠隔地の防衛警備も担当している。この他に少数のヘリコプターを運用する海軍航空隊や約1,800人規模の海兵隊がある。

### 空軍
空軍は3個の機能別集団とその他の部隊・機関から成る。航空部隊は航空団などを編制せず航空基地ごとに運用されている。

## 共和国国家警備隊
共和国国家警備隊は、国防省傘下の国家憲兵であり、平時は内務省の指揮を受け、主に地方部の警察・警備業務を行なっている。戦時には軍が指揮を執るほか、平和維持活動に国外派遣も行われる。